# 巴蘭卡德烏皮亞
巴蘭卡德烏皮亞是哥倫比亞的城鎮，位於該國中部，由梅塔省負責管轄，距離首府比亞維森西奧107公里，始建於1536年，面積668平方公里，海拔高度264米，2005年人口3,232。
4°35′N 72°58′W / 4.583°N 72.967°W